# مارفن كوردوفا جونيور
مارفن كوردوفا جونيور (بالإنجليزية: Marvin Cordova, Jr.)‏ مواليد 17 يناير 1985 في روكي فورد، هو ملاكم محترف أمريكي يصنف ضمن فئة وزن الوسط.

## إحصائيات
خاض خلال مسيرته 24 نزالا، فاز في 21 وتعادل في 1 وخسر في 2. فاز بالضربة القاضية في 11 نزالا.

## روابط خارجية
- مارفن كوردوفا جونيور على موقع بوكس ريك (الإنجليزية) (registration required)